# Marcus Tulio Tanaka
Marcus Tulio Tanaka (São Paulo, Brasil, 24 d'abril de 1981) és un exfutbolista japonès. Ha disputat 43 partits amb la selecció japonesa.